# Vivi (řeka)
Vivi (rusky Виви) je řeka v Evenckém rajónu v Krasnojarském kraji v Rusku. Je 426 km dlouhá. Povodí má rozlohu 26 800 km².

## Průběh toku
Pramení v jezeře Vivi a teče přes Středosibiřskou vrchovinu. Charakter toku je prudký a koryto se vyznačuje peřejemi a říčními prahy. Ústí zprava do Dolní Tunguzky. V povodí řeky se nachází více než 500 mělkých jezer o celkové ploše přibližně 268 km².

## Vodní stav
Zdrojem vody jsou sněhové srážky.